# 구현모 (가수)
구현모(1986년 ~ )는 대한민국의 가수, 작곡가다. 2011년 노래 'LHA - New world, Let's get chimey' 피처링으로 데뷔했다.

## 방송
- 스타 오디션 위대한 탄생 3 (2012) - Top71

## 음반
- 휴가 (Let's Go) (2015)
- Fly Away (2015)
- 표현해줘 (2019)
- 슈팅걸스 OST PART.1 (2020)
- 언젠가 (2020)
- 구현모 찬송가 1집 (2022)
- 서시 (2023)

## 공연
- SING MOVIE CONCERT (2016)